# Rome: Total War
Rome: Total War, ofte forkortet til RTW, er et strategispil udviklet af The Creative Assembly og udgivet af Sega i 2004.
Spillet indebærer tur-baseret strategi og kampe i realtid. Selve spillet foregår i tidsperioden 240 f.v.t – e.v.t 14, i den sene Romerske republik, og i det tidlige Romerske imperium.